# Hauptluftbehälterleitung
Eine Hauptluftbehälterleitung (HBL oder HB) oder Speiseleitung ist eine zusätzlich zu der Hauptluftleitung (HLL oder HL) in Eisenbahnfahrzeugen verlegte Druckluftleitung. Bei Triebfahrzeugen ist sie bei allen neueren Fahrzeugen vorhanden, bei den Wagen nur bei Reisezugwagen und wenigen Güterwagen. Sie steht unter einem Druck von maximal 10 bar (Überdruck) und ist eine Versorgungsleitung für die mit Druckluft betriebenen Aggregate eines Schienenfahrzeuges.

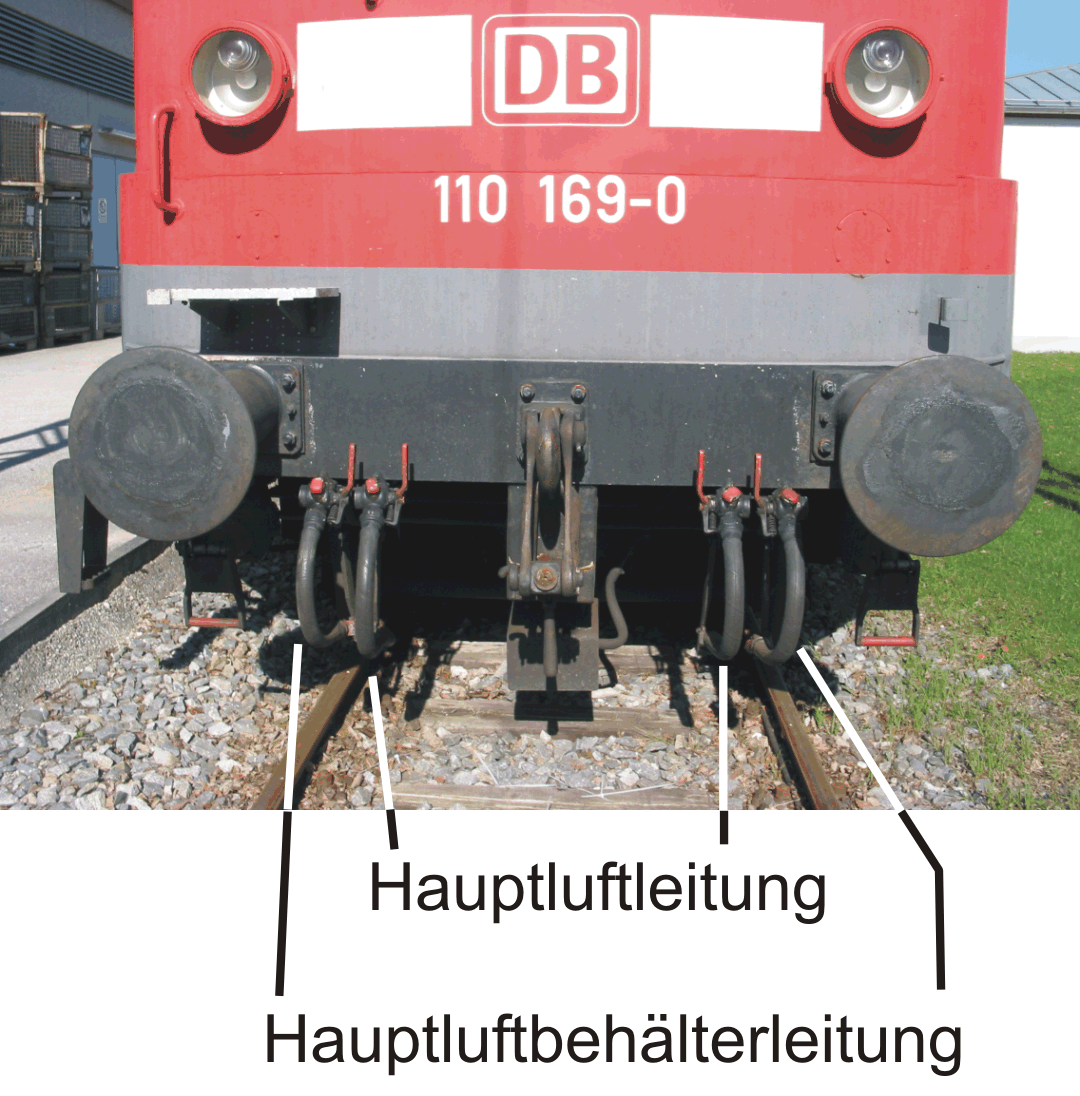
Elektrische Lokomotive BR 110 mit HLL und HBL

Derartige mit Druckluft betriebene Aggregate sind zum Beispiel
- die Luftfederung von Reisezugwagen
- das Führerbremsventil eines Steuerwagens
- die Magnetschienenbremse
- weitere Nebenverbraucher wie die Türschließeinrichtung.

Die Hauptluftbehälterleitung wird vom Hauptluftbehälter des Triebfahrzeugs gespeist. Der Luftpresser, der Kompressor eines Schienenfahrzeuges, hält den Druck im Hauptluftbehälter zwischen 8,5 und 10 bar. Wird der Mindestdruck von 8,5 bar unterschritten, wird der Luftpresser automatisch aktiviert und so lange betrieben, bis der Maximaldruck von 10 bar erreicht ist. Bei älteren Triebfahrzeugen liegen die Druckwerte bei 6,5 und 8 bar. Der Triebfahrzeugführer kann diesen Vorgang im Führerstand an einem Manometer des Hauptluftbehälters verfolgen und überprüfen.
Das Vorhandensein einer durchgehenden Hauptluftbehälterleitung ist Voraussetzung für den Wendezugbetrieb mit Steuerwagen. Hierbei versorgt der Luftpresser der am Zugschluss laufenden Lokomotive das Führerbremsventil des Steuerwagens.
Bei Reisezugwagen mit Magnetschienenbremse benötigt man den Druck der Hauptluftbehälterleitung zum Absenken der Bremsmagnete. Da dies sicherheitsrelevant ist, muss die Durchgängigkeit der Hauptluftbehälterleitung bei allen Zügen mit Magnetschienenbremsen vor Fahrtbeginn und nach jeder Änderung der Fahrzeugreihung geprüft werden. Dazu wird im Rahmen der Bremsprobe durch eine Bedienperson am Ende des letzten Wagens des Zuges ein Absperrhahn der Hauptluftbehälterleitung geöffnet. Erkennt der Lokführer eine Druckabsenkung am Manometer des Hauptluftbehälters, ist der Nachweis der Durchgängigkeit erbracht. Ist dies nicht der Fall, wurden während des Kuppelns nicht alle entsprechenden Luftabsperrhähne (außer dem am Ende des letzten Wagens) ordnungsgemäß geöffnet oder es liegt ein Schaden an der Hauptluftbehälterleitung vor.
Ein weiterer wesentlicher Anwendungszweck ist die Versorgung pneumatischer Serviceeinrichtungen, wie Türschließeinrichtung oder WC-Anlagen in Reisezügen.
Bei Güterzügen wird in wenigen Einzelfällen die Hauptluftbehälterleitung zum schnellen Ergänzen des nach einer Bremsung verbrauchten Luftvorrats der einzelnen Wagen benutzt.

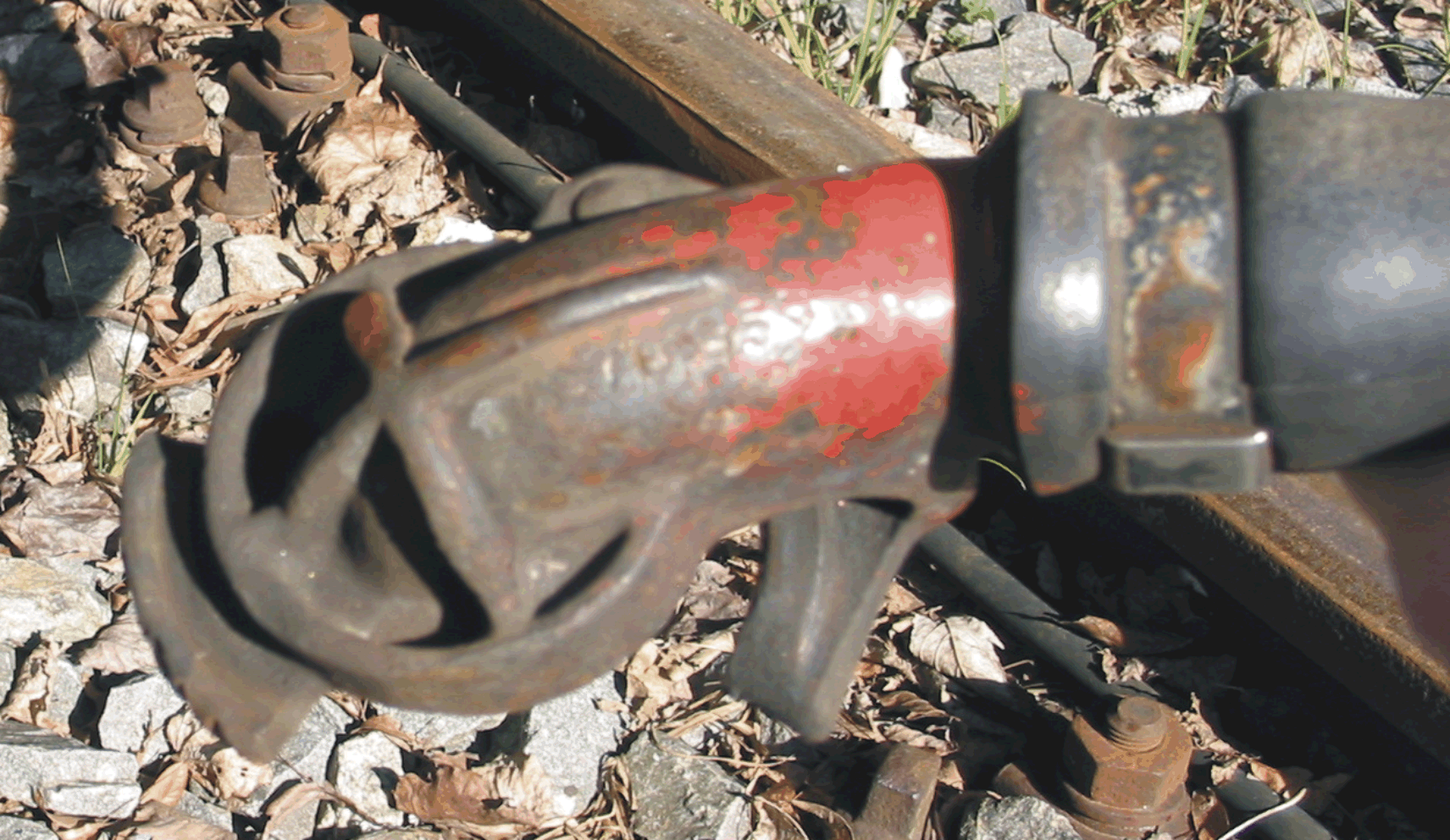
Kupplungskopf einer Hauptluftbehälterleitung

Zur Unterscheidung zwischen Hauptluft- und Hauptluftbehälterleitung während des Kuppelns sind an der Stirnseite eines Fahrzeugs die beiden Anschlüsse der Hauptluftbehälterleitung außen und die beiden Anschlüsse der Hauptluftleitung innen angebracht. Zusätzlich sind auf dem Kupplungskopf der Hauptluftbehälterleitung kreuzförmige Rippen aufgegossen. Außerdem sind die Kupplungsköpfe von Hauptluft- und Hauptluftbehälterleitung spiegelbildlich ausgeführt, damit ein irrtümliches falsches Verbinden ausgeschlossen ist.
Die Hauptluftbehälterleitung wurde 1975 endgültig in das RIC-Reglement aufgenommen, so dass sie seit diesem Zeitpunkt in international eingesetzten Reisezugwagen zur Grundausrüstung gehört. Beispielsweise mussten die SBB aus diesem Grund ihre seit rund 50 Jahren im Einsatz befindlichen Kupplungsköpfe ersetzen, da sie nicht der nun allgemein gültigen Norm entsprachen (dabei wurde die Kennfarbe von Grün zu Weiß geändert). Die von der RIC-Regel abweichende Anordnung mit innenliegenden Anschlüssen der Hauptluftbehälterleitung wurde bei Lokomotiven und Reisezugwagen, die lediglich im Inlandsverkehr eingesetzt werden, aber nicht abgeändert.